# Roman Paulus
Roman Paulus (* 4. dubna 1975, Praha) je český šéfkuchař, gastronom, lektor, autor kuchařek a mediální osobnost. V roce 2012 získal jako první český šéfkuchař michelinskou hvězdu, kterou poté v letech 2013–2017 ještě pětkrát obhájil.

## Život
Po revoluci studoval kuchařské učiliště a v jeho průběhu dostal nabídku na studium v Rakousku. Nabídku okamžitě využil a dalších jedenáct let strávil studiem a praxí v zahraničí. Profesionální kariéru zahájil v 90. letech v soukromých restauracích a penzionech v Rakousku. První zkušenosti se špičkovou světovou gastronomií získal na přelomu staletí (r. 1999) v hotelu Savoy v Londýně, v témže roce půl roku působil na zaoceánské lodi Queen Elisabeth 2. Mezi léty 2000 – 2007 působil v hotelech řetězce Hilton, nejprve ve Vídni a poté v Praze. Od roku 2008 do roku 2020 byl šéfkuchařem v restauraci Alcron ve stejnojmenném pražském hotelu. Absolvoval řadu odborných školení a stáží v prestižních mezinárodních vzdělávacích institucích (The Emirates Academy of Hospitality Management, spolupracující s École hôtelière de Lausanne) a světových restauracích (michelinské restaurace La Pergola v Římě a Maison du Boeuf v Bruselu). Je nositelem řady ocenění včetně nejprestižnějšího hodnocení v oboru: pro hotel Radisson Blu Alcron Prague získal šestkrát michelinskou hvězdu. V roce 2013 byl tváří kampaně Paulus vs. Ihnačák, která zahájila jeho spolupráci se společností Lidl Česká republika. Působí jako lektor a pořádá školy vaření s Romanem Paulusem. Pravidelně poskytuje rozhovory do médií o vaření a gastronomii, je autorem knih receptů.
Od roku 2021 působí jako šéfkuchař v olomoucké společnosti Lobster-Catering Archivováno 9. 5. 2021 na Wayback Machine.. Na konci roku 2021 Roman Paulus otevřel vlastní podnik s názvem Bistro Paulus v novém administrativním objektu Envelopa v Olomouci na třídě Kosmonautů. Jde o zcela nový koncept prezentovaný jako moderní kantýna 21. století založená na nápadu, kvalitě, jednoduchosti a zážitku.

## Praxe
- 1991 – 1993 Hotel Schloss Durnstein, Rakousko (vyučení)
- 90. léta - soukromé hotely Rakousko (Almhof Schneider, Gasthof Post Lech)
- 1999 – hotel Savoy v Londýně
- 1999 – zaoceánská loď Queen Elisabeth 2
- 2000 – hotel Hilton (Vídeň)
- 2002 – 2008 hotel Hilton (Praha), Sous Chef restaurace Czech House Grill & Rotisserie
- 2008 – 2020 hotel Radisson Blue Alcron Praha, šéfkuchař
- 2021 – Lobster Catering (Olomouc), šéfkuchař

## Ocenění
- 2004 – Mladý manažer roku (Národní federace hotelů a restaurací ČR)
- 2009 – 2010 Kuchař roku
- 2012 – 2017 michelinská hvězda (Michelin Guide)

## Profesionální školení a stáže
- The Emirates Academy of Hospitality
- restaurace La Pergola (Řím)
- restaurace Maison du Boeuf (Brusel)